# Первое сражение при Кернстауне
Первое сражение при Кернстауне (англ. First Battle of Kernstown) произошло 23 марта 1862 года в округе Фредерик, штат Вирджиния, и было первым сражением кампании в долине Шенандоа, во время американской гражданской войны.
Задачей генерала Джексона было сдерживать в долине Шенандоа федеральные войска под командованием Натаниэля Бэнкса. Джексон получил ложную информацию, что перед ним находится небольшой отряд Натана Кимбалла. На самом деле он столкнулся с полной пехотной дивизией, почти вдвое превосходящей его собственные силы. Его первая кавалерийская атака была отбита, затем повторена, с усилением в виде небольшой пехотной бригады. С двумя другими бригадами Джексон планировал обойти правый фланг противника через Песчаный Хребет. Но федеральная бригада полковника Эрастуса Тайлера остановила это наступление, а когда на помощь Тайлеру подошла бригада Кимбалла, южане были обращены в бегство.
Сражение стало тактическим поражением Конфедерации и единственным поражением Джексона за всю войну, но оно дало Югу стратегические преимущества, поскольку не позволило федералам перебросить войска из долины Шенандоа под Ричмонд.

## Предыстория
Дивизия Джексона отступала по Долине, прикрывая фланг армии Джозефа Джонстона, которая отходила от Манассаса в сторону Ричмонда. Дивизия должна была предотвратить возможный удар армии Бэнкса через проходы в горах Блу-Ридж. 12 марта 1862 Бэнкс занял Винчестер и неторопливо прошел по шоссе Вэллей-Пайк 42 мили в сторону горы Джексона. 21 марта 1862 Джексон получил сообщение, что Бэнкс разделил свои силы: две дивизии отвел к Вашингтону для переброски на Полуостров (в усиление армии МакКлелана), а одну дивизию (Джеймса Шилдса) разместил в Страсберге для охраны долины. Бэнкс готовился сам покинуть долину 23 марта.
Джонстон приказал Джексону удержать Бэнкса в долине. Джексон развернул свою армию и проделал нелегкий марш в 25 миль к 22 марта, а к утру 23-го ещё прошел 15 миль в сторону Кернстауна. Его кавалерия, под командованием полковника Тернера Эшби, 22 марта вступила в перестрелку с федералами, во время которой Шилдс был ранен — осколком снаряда ему сломало руку. Несмотря на ранение, Шилдс направил часть своей дивизии южнее Винчестера, а одну бригаду на север, чтобы она как бы покинула территорию, но фактически находилась поблизости в качестве резерва. Затем он передал общее командование полковнику Натану Кимбаллу. Чувствуя, что близится сражение, он направил Кимбалу ряд писем и приказов.
Сторонники конфедерации в городе Винчестере ошибочно сообщили Тернеру Эшби, что Шилдс оставил только 4 полка и несколько орудий (около 3 000 человек) и что эти части получили приказ двигаться утром на Харперс-Ферри. Эшби, который вообще-то имел репутацию опытного разведчика, отчего-то не проверил эти сообщения, а сразу передал их Джексону. Джексон сразу бросил свою дивизию на север, хотя дивизия несколько сократилась численно из-за отставших. Он не знал, что скоро его атакуют почти 9000 человек.

## Сражение
Джексон двигался севернее Вудстока и появился перед позициями северян под Кернстауном около 11 утра 23 марта, в субботу. Будучи крайне религиозным человеком, Джексон обычно старался избегать боевых действий по субботам, но в годы Гражданской Войны он обычно не колебался по этому поводу. Позже он написал своей жене:

Я чувствую, что обязан атаковать, учитывая, как гибельно было бы отложить сражение до утра. Насколько я понимаю, моя мысль разумна; это лучшее, что я могу сделать в этих обстоятельствах, хотя это мне и неприятно; я надеюсь и молюсь нашему Небесному Отцу, чтобы я никогда снова не оказывался в таких обстоятельствах. Нужда и милосердие в один голос призывают нас к этому. Наша военная профессия такова, что требует следовать основным принципам, даже если они кажутся нам неправильными… если мы хотим добиться успеха.
Оригинальный текст (англ.)– I felt it my duty to [attack], in consideration of the ruinous effects that might result from postponing the battle until the morning. So far as I can see, my course was a wise one; the best that I could do under the circumstances, though very distasteful to my feelings; I hope and pray to our Heavenly Father that I may never again be circumstanced as on that day. I believe that so far as our troops were concerned, necessity and mercy both called for the battle. Arms is a profession that, if its principles are adhered to for success, requires an officer to do what he fears may be wrong ... if success is to be obtained.
— 
Не проведя лично рекогносцировки, Джексон поручил Тернеру Эшби провести отвлекающую атаку по дороге Веллей Тернпайк, а основными силами решил атаковать артиллерийские позиции противника на высоте Причард-Хилл. Для этого была выбрана бригада Самуэля Фалкерсона и бригада Ричарда Гарнетта, так называемая «Бригада каменной стены», которой Джексон в прошлом командовал лично. Впереди шла бригада Фалкерстона, и её атака была отбита. Тогда Джексон решил обойти правый фланг противника, отправив войска западнее, через Песчаный Хребет, который не был занят войсками противника. В случае удачи его люди могли выйти в тыл противнику и отрезать ему пути отступления к Винчестеру.
Кимбалл пресёк этот манёвр, направив на запад бригаду Эрастуса Тайлера, но солдаты Фалкерсона вышли на хребет раньше противника. Адъютант Джексона, Сэнди Пэндлетон, увидел приближающиеся войска северян, по его предположению, около 10 тысяч. Он сообщил об этом Джексону, который ответил: «Молчи. У нас неприятности.» («Say nothing about it. We are in for it.»)
Около 16:00 Тайлер атаковал Фалкерсона и Гарнетта своей бригадой в необычной формации «сомкнутых дивизионных колоннах», построив бригаду в две колонны по роте во фронте и поставил остальные 48 рот за ними, одна за другой. Бригада образовала фронт шириной 75 ярдов и глубиной 400. Такая формация была трудно управляемой и недостаточна для успешной атаки. Благодаря этому, южане какое-то время удерживали свою позицию, несмотря на неравенство сил, пользуясь каменной стеной как укрытием. Джексон перебросил на левый фланг в поддержку Гарнетту бригаду Беркса, но они прибыли к 18:00, когда люди Гарнетта израсходовали боеприпасы. Гарнетт отвел бригаду, открыв правый фланг бригады Фалкерсона. В рядах конфедератов началась паника, и беглецы смели бригаду Беркса. Джексон пытался остановить отступление своих солдат, но не смог, и в этот момент началось отступление южан по всему фронту. Кимбалл не смог организовать преследование разбитого противника.

## Последствия
Северяне потеряли 590 человек (118 убито, 450 ранено, 22 попало в плен), южане потеряли 718 человек (80 убито, 375 ранено, 263 попало в плен или пропало без вести). Несмотря на победу федеральной армии, президент Линкольн был встревожен дерзостью Джексона и его возможным прорывом на Вашингтон. Он вернул Бэнкса в долину, усилив его дивизией Альфеуса Вильямса.
Линкольн также был обеспокоен тем, что Джексон может двинуться в западную Вирджинию и напасть на армию генерал-майора Джона Фремонта, поэтому он приказал дивизии Луиса Блэнкера оставить Потомакскую армию, и двинуться на усиление Фремонта. Затем Линкольн внимательнее изучил схему обороны Вашингтона, составленную МакКлелланом на время кампании на полуострове, и пришел к выводу, что сил для обороны Вашингтона явно недостаточно. В итоге он велел корпусу Ирвина Макдауэлла отменить марш на Ричмонд в поддержку МакКлеллана и остаться в окрестностях столицы. МакКлеллан заявил, что при таком ослаблении своей армии он не сможет взять Ричмонд. Таким образом, единственное проигранное Джексоном сражение заставило Север пересмотреть все свои стратегические планы и стало в итоге стратегической победой Конфедерации. Впоследствии, во время кампании в долине Шенандоа, Джексон провел несколько удачных маневров и одержал пять побед над превосходящими силами противника, сведенными в три армии. Это сделало его самым знаменитым генералом Конфедерации, и только генерал Ли смог потом его превзойти.